# مایک کسل
مایکل نیوبولد کسل (زاده ۲ ژوئیه ۱۹۳۹- ۱۴ اوت ۲۰۲۵ (۸۶ سال)) یک وکیل و سیاستمدار آمریکایی است که از سال ۱۹۸۵ تا ۱۹۹۲ به‌عنوان ۶۹مین فرماندار دلاور و از سال ۱۹۹۳ تا ۲۰۱۱ به‌عنوان نماینده ایالات‌متحده از حوزه انتخابیه کلی دلاویر  خدمت کرد. او یکی از اعضای حزب جمهوری‌خواه است. این ناحیه شامل کل ایالت دلاور است و قدیمی‌ترین ناحیه دست نخورده باقی مانده در کشور است. او طولانی‌ترین نماینده ایالات متحده در تاریخ این ایالت بود. کسل قبل از انتخابش به کنگره به عنوان عضوی از مجمع عمومی دلاور مشغول به کار بود که از سال ۱۹۶۶ تا ۱۹۶۷ در مجلس نمایندگان ایالتی و سپس از سال ۱۹۶۸ تا ۱۹۷۶ در مجلس سنای ایالت فعالیت کرد. وی بیستمین معاون فرماندار دلاور از سال ۱۹۸۱ تا ۱۹۸۵ و شصت و نهمین فرماندار دلاور از سال ۱۹۸۵ تا ۱۹۹۲ بود.